# Рійвіку
Рі́йвіку (ест. Riiviku küla) — село в Естонії, у волості Камб'я повіту Тартумаа.

## Населення
Чисельність населення на 31 грудня 2011 року становила 17 осіб.